# (7262) Sofue
(7262) Sofue (1995 BX1) – planetoida z pasa głównego asteroid okrążająca Słońce w ciągu 3,43 lat w średniej odległości 2,27 j.a. Odkryta 27 stycznia 1995 roku.